# 清懿堂
清懿堂，俗称“女祠”，是位于中国安徽省黄山市歙县郑村镇棠樾村的棠樾牌坊群西端的三座祠堂之一，在鲍氏支祠（敦本堂）和世孝祠对面，坐南朝北，建于清嘉庆年间，鲍启运遗命其子有莱兴建，用于颂扬母恩母德。1994年按原貌修复。1996年列为第四批全国重点文物保护单位棠樾牌坊群的一部分。
清懿堂是国内仅有的一座女祠，取“品行清白，懿德美好”之意。女祠规制与男祠相同，进深三进两天井，面阔五开间。门楼砖雕精美，中进上悬“贞烈两全”匾额，为曾国藩手书，为鲍秀鸾守贞殉身题写。后进寝堂供奉鲍氏贞节烈女牌位，悬“福我云礽”匾额。 